# 生産物
生産物（せいさんぶつ）とは、経済学用語の一つ。これは人間が労働をすることによって、社会に生み出された商品となるような物質のことを言う。
企業とは何らかの生産物を扱うことを通して営利を得る事を基本的な目的としている組織であり、それは工場などといった生産物を生み出す機能であったり、生み出された生産物を消費者の手元に届くまでの流通を行う機能である。経済学においては、生産物とはこれよりも意味で細分化された複数の用語が存在しており、例えば中間生産物や最終生産物などといった形式にである。経済学や経営学は、生産物の分配までを研究する学問でもある。